# Ел Мустаин (Каиро)
Ел Мустаин Билах (арап. المستعين بالله) (око 1390 – фебруар или март 1430) био је десети абасидски калифа из "сенке" у Каиру, владајући под покровитељством мамелучких султана од 1406. до 1414. Он је био једини абасидски калифа у Каиру који је уједно држао и позицију египатског султана, додуше само на шест месеци 1412. године. Све остале абасидске калифе у Каиру пре и после њега су биле само формалне верске главешине које нису поседовале никакву политичку моћ.

## Биографија
Ел Мустаин је био син Ел Мутавакила I и турске конкубине Беј Катун. Он је наследио свог оца као калифа 22. јануара 1406. У то време, улога абасидских калифа била је сведена на давање легитимитета мамелучким султанима из Бурџи династије кроз легитимисање инвеституре. Ел Мустаин се борио на страни султана Фараџа у походу на Левант против побуњених емира Алепа и Триполија. Фараџ се предао и осуђен је на смрт. Извршење смртне казне одиграло се 28. маја. Мамелучки султанат остао је подељен, са Наврузом Ел Хафизијем, који је добио сиријске провинције, и Ел Мустаином, који се вратио Каиро праћен Шејхом Ел Махмудијем и Бактамуром Ђиликом, где је одсео у цитадели 12. јула. Фараџов пораз код Леџуна 25. априла 1412. резултирао је анархијом. Ел Мустаин је заробљен од стране побуњеника који су се за власт борили између себе. Неспособни да изаберу кандидата из својих редова, Мамелуци су изабрали Ел Мустаина на позицију султана.
Након што је Фараџ формално уклоњен са позиције, Ел Мустаин је  прихватио султанат 7. маја 1412, под условом да остане калифа чак и у случају да буде смењен са позиције султана. Он је започео са постављањем и смењивањем министара и прављењем кованица у своје име, што је привукло пажњу на султанове амбиције да се не задовољи пуком титулом. Из тог разлога, Шејх Ел Махмуди је изоловао Ел Мустаина, временом направивши од њега де факто државног затвореника. Са смрћу Ђилика, 15. септембра, Шејх је убрзао свој план о доласку на власт, који је кулминирао његовим признањем за султана 6. новембра 1412, када је узео титулу Ел Мујада. Након дугог оклевања, Ел Мустаин је и формално абдицирао, и даље затворен у цитадели. Након што је испунио своју улогу интерегнум султана, очекивао је да ће остати калифа, што је био услов, међутим, он је смењен са те функције 9. марта 1414, а на његово место је постављен његов брат Ел Мутадид II.
Шејхово свргавање Ел Мустаина је проглашено незаконитим од стране улеме. На основу овога, Навруз Ел Хафизи је одлучио да објави рат Шејху. Невруз је успео да пребаци Ел Мустаина и Фараџова три сина 29. јануара 1417. у Александрију. Судећи по историчару ел Сујутију, Ел Мустаин је остао да живи у Александрији све до владавине султана Ел Мујада Сејфудина Татара I, када му је дозвољено да се врати у Каиро. Међутим, он је остао у Александрији где је добијао позамашне своте новца од трговаца. Умро је од куге 1430. у позним тридесетим годинама жиота. У ретроспективи, Ел Мустаинова кратка владавина је виђена као покушај обнове абасидске моћи. 1455, његов брат Ел Каим, једнако је покушао да се домогне власти као султан, али је такође био неуспешан. Како год, Ел Мустаинов калифат је био признат широм исламског света, о чему сведочи чињеница да му је бенгалски шах слао велике новчане дарове.